# Gorm Greisen
Gorm Ole Greisen (født 1951 i Rungsted) er en dansk læge og professor, der blev valgt som formand for Etisk Råd i februar 2016, hvor han overtog posten efter Jacob Birkler. Greisen har været medlem af Etisk Råd siden 2013, heriblandt en periode som næstformand. Greisen overlod posten som formand til Anne-Marie Gerdes i starten af 2019. Han er desuden udnævnt til ridder af Dannebrogsordenen.

## Uddannelser og beskæftigelse
Han studerede medicin på Københavns Universitet fra 1969 til 1976 sideløbende med, at han læse datalogi (også på Københavns Universitet), i hvilket han blev bachelor i 1974. Da han var færdig med medicinstudiet blev han uddannet i tropemedicin fra Institut Prince Leopold i Antwerpen, hvor han studerede fra 1977 til 1978. I 1989 fik han en doktorgrad i medicin, ligeledes fra Københavns Universitet.
Han har arbejdet som overlæge på Rigshospitalets neonatalafdeling siden 1991 og siden 1998 desuden som professor i pædiatri på Københavns Universitet. Han arbejdede desuden et par år som læge i Zambia i sine yngre dage. Af priser har han modtaget Danin Fondens pris i 1994, William Ottesens pris i 2007 og i 2008 Den Centrale Videnskabsetiske komites pris, som han modtog for sit forskningsarbejde i neonatalogi.

## Priser
- 1994: Danin Fondens pris
- 2007: William Ottesens pris
- 2008: Den Centrale Videnskabsetiske komites pris